# Francisco José Millán Mon
Francisco José Millán Mon (Pontevedra, 8 de maig de 1955) és un advocat i polític gallec, diputat al Parlament Europeu dins les files del Partit Popular. El 1977 es llicencià en dret a la Universitat de Santiago de Compostel·la i el 1979 es diplomà en Estudis Internacionals a Madrid.
El 1980 va ingressar en la carrera diplomàtica encarregant-se de la Direcció general d'Assumptes Consulars del Ministeri d'Afers Exteriors, càrrec que deixà el 1982 per a ser assessor jurídic internacional del Ministeri. De 1984 a 1987 fou primer secretari de l'ambaixada d'Espanya a la República Federal d'Alemanya. De 1987 a 1991 formà part del gabinet del secretari general de política exterior del Ministeri d'Afers Exteriors i de 1991 a 1993 del gabinet per a les Comunitats Europees.
De 1939 a 1996 fou Primer Conseller de l'Ambaixada d'Espanya al Marroc, de 1996 a 1998 director del gabinet del Secretari General de Política Exterior i de la Unió Europea, i de 1998 a 2000 Director General d'Europa. Després de les eleccions generals espanyoles de 2000 fou nomenat assessor del vicepresident primer del Govern d'Espanya. Deixà aquest càrrec el 2003 per a presentar-se dins les llistes del Partit Popular a les eleccions al Parlament Europeu de 2004, escó que va repetir a les de 2009. És membre de la Comissió del Parlament Europeu pera a Afers Exteriors i de la Delegació per a les relacions amb els Estats Units. Des de juny de 2008, endemés, és membre del Comitè Executiu Nacional del PP.